# Закон виключеного третього
| Формула                              |
| {\displaystyle \rho \lor \sim \rho } |
| ------------------------------------ |

Закон виключеного третього (поширена лат. назва tertium non datur — «третього не дано») — закон класичної логіки, який полягає в тому, що з двох висловлювань — «А» чи «не А» — одне обов'язково є істинним, тобто два судження, одне з яких є запереченням іншого, не можуть бути одночасно хибними.
Закон виключеного третього є одним з основоположних принципів «класичної математики».
З інтуїціоністської (і, зокрема, конструктивістської) точки зору, встановлення істинності висловлювання виду «А чи не А» означає або (а) встановлення істинності{\displaystyle A}, або (б) встановлення істинності його заперечення {\displaystyle \neg A}. Оскільки, взагалі кажучи, не існує загального методу, що дозволяє для будь-якого висловлювання за кінцеве число кроків встановити його істинність або істинність його заперечення, закон виключення третього не повинен застосовуватися в рамках інтуїціоністського і конструктивного напрямків в математиці як аксіома.

## Формулювання
Закон формулюється так: з двох суперечних суджень про одне і те саме — одне обов'язково істинне, друге хибне; третього бути не може. Людина може бути або доброю, або недоброю, третє виключається. Вперше цей закон сформулював Арістотель. В математичній логіці закон виключеного третього виражається формулою: {\displaystyle A\vee \neg A,} де {\displaystyle \vee } — знак диз'юнкції, {\displaystyle \neg } — знак заперечення. Керуючись даною формулою, можна робити правильні висновки про хибність одного судження на підставі знання про істинність суперечного йому другого і навпаки.
Слід підкреслити, що цей закон, на відміну від закону суперечності, не передбачає жодного третього висловлювання, яке могло би зайняти середнє положення і бути істинним. Так, неможливо уявити в наведеному нами прикладі, щоб існувало якесь судження, щоб для нашого прикладу людина одночасно була б доброю або недоброю.

## Інші формулювання
Подібний сенс мають інші логічні закони, багато з яких склалися історично. Зокрема, закон подвійного заперечення і закон Пірса еквівалентні закону виключеного третього. Це означає, що розширення системи аксіом інтуїціоністської логіки будь-яким з цих трьох законів у будь-якому випадку призводить до класичної логіки. І все ж, в загальному випадку, існують логіки, в яких всі три закони нееквівалентні.

## Історія
Арістотель сформулював закон логіки — закон виключеного третього: «однаковим чином нічого не може бути посередині між двома суперечливими твердженнями, але про один суб'єкт кожен окремий предикат необхідно або заперечувати, або стверджувати». «Закон виключеного третього — це вимога до процесу міркування, з якої випливає, що з двох суперечливих тверджень одне буде обов'язково істинним, а друге буде обов'язково хибним — третього не може бути». Суперечливими називаються твердження, в яких за конкретним предметом думки якась ознака стверджується і тут же заперечується.
Але, водночас Арістотель висував сумніви, щодо тверджень які використовуються у майбутньому часі не можна застосовувати закон виключеного третього. Наприклад візьмемо два твердження, такі як «Завтра відбудеться бій», та «Завтра не відбудеться бій». Філософ міркував так: «зараз немає причини ні для того, щоб ця подія відбулася, ні для того, щоб не відбулася». З цього міркування можна зробити висновок, що закон виключеного третього можна застосовувати лише до тверджень які були вжиті у минулому, або вживаються теперішньому часі.

## Приклади
Припустимо, що P являє собою твердження «Сократ смертний». Тоді закон виключення третього для P прийме вигляд: «Сократ смертний або Сократ безсмертний», звідки ясно, що закон відсікає все інші варіанти, при яких Сократ і не смертний і не безсмертний. Останнє — це і є те саме «третє», яке виключається.
Є набагато тонший приклад застосування закону виключеного третього, який добре демонструє, чому він не є прийнятним з погляду інтуїціонізму. Припустимо, що ми хочемо довести теорему, що існують ірраціональні числа a і b, такі, що {\displaystyle a^{b}} раціональне. Відомо, що {\displaystyle {\sqrt {2}}} ірраціональне число. Розглянемо {\displaystyle {\sqrt {2}}^{\sqrt {2}}}. Якщо це число раціональне, то теорема доведена. Інакше візьмемо {\displaystyle a={\sqrt {2}}^{\sqrt {2}}} і {\displaystyle b={\sqrt {2}}}. Тоді 
 тобто раціональне число. За законом виключеного третього інших варіантів бути не може. Тому, теорема в загальному випадку доведена. Причому доказ дуже простий і елементарний. З іншого боку, якщо взяти інтуїціоністську точку зору і відмовитися від закону виключеного третього, теорема хоча і може бути доведена, але доказ її стає складнішим.
Ще один приклад. Припустимо ми маємо два судження: «Обвинувачуваний у момент здійснення злочину був осудним» та «Обвинувачуваний у момент здійснення злочину не був осудним» — ми можемо запевняти, що одне з них так або інакше є істинним, тоді друге неодмінно буде хибним. Якщо буде встановлено, що істинним є перше судження, то друге буде обов'язково хибним, а якщо істинним визнане друге судження, то перше буде неодмінно хибним, третє у цьому випадку виключається.

## Застосування
Застосування закону виключеного третього як вихідного принципу логічної системи перетворює її на двозначну логіку. В багатозначних системах логіки (див. Багатозначна логіка) цей закон місця не має.

## Критика
Багато сучасних логічних систем замінюють закон виключеного третього на концепцію «заперечення як відмова». Замість припущення, що твердження або є істинним або хибним, припускають, що твердження є або істинним, або не можна довести істинність. Ці дві дихотомії відрізняються тільки в логічних системах, які не є повними. Принцип заперечення як провал широко використовується у логічному програмуванні. У цій системі, програміст може стверджувати закон виключеного третього, як істинний насправді, але це не вбудовано апріорі в цих системах.
Математики, такі як Ян Брауер та Аренд Гейтінг також оскаржували корисність закону виключеного третього в контексті сучасної математики.